# Kostel svatého Václava (Veliš)
Kostel svatého Václava je římskokatolický pozdně barokní chrám v obci Veliš v okrese Jičín. Od roku 1964 je chráněn jako kulturní památka České republiky, v roce 2007 byl rozsah ochrany rozšířen. Kostel i s okolním areálem byl postaven podle plánů Anselma Luraga. Je stále využíván pro bohoslužebné účely.

## Historie
První písemná zmínka o kostele ve Veliši je již z roku 1384. Dřívější gotický kostel, který stával blíže k dnešní silnici, byl po postavení nového zbořen.
Nynější kostel byl vybudován v letech 1747 až 1752 Anselmem Luragem. Stavebníkem kostela byla vdova po Františku Josefu Šlikovi, hraběnka Anna Josefa (rozená Krakovská z Kolovrat, 1691–1771).
Současně s kostelem vznikl i okolní areál na uměle vybudované terase se čtyřmi nárožními kaplemi, z nichž dvě po roce 1835 vyhořely a zanikly. O stavbě a výzdobě kostela i celého areálu se zachoval souhrnný účet, z něhož je patrné i autorství soch (Martin Krupka z Jaroměře) nebo iluzivních maleb oltářů v interiérech kaplí (Johann Wagenknecht z Jičína).
Od roku 2005 probíhají opravy a restaurátorské práce areálu, který se dochoval s množstvím originálních barokních prvků mobiliáře i architektonických a řemeslných detailů.

## Popis
Areál kostela je uprostřed obce na uměle vybudované terase, oddělené od okolí vysokou stěnou obloženou pískovcovými kvádry, která přechází do hřbitovní zdi. V nárožích dnes již zrušeného hřbitova byly čtyři kaple se skulpturami na vrcholu střech, z nichž se dochovaly pouze východní a západní. Mezi těmito dochovanými kaplemi je hlavní vstup ke kostelu, který má podobu mírného schodiště vedoucího od vstupu do areálu a ohraničeného z obou stran galerií šesti soch svatých českých patronů.
Samotný kostel stojící uprostřed někdejšího hřbitova je jednolodní stavba s obdélným půdorysem a s půlkruhovým presbytářem, která má na jižní straně mohutné průčelí s hranolovou věží uprostřed. Nad hlavním vchodem je velké obloukově klenuté okno s prolamovanou římsou, po stranách portálu jsou sochy (vlevo sv. Vojtěch, vpravo sv. Prokop). Po stranách lodi jsou dvě sakristie. Interiér lodi a presbytáře je členěn pilastry, klenby jsou zdobeny jednoduchými štukaturami.
Zařízení kostela je původní, barokní. Součástí interiéru jsou i dochované barokní varhany. Na oltářích jsou obrazy Josefa Vojtěcha Hellicha ze sedmdesátých let 19. století – na hlavním oltáři obraz sv. Václava, na bočních oltářích obrazy Panny Marie a sv. Anny.
Celý areál kostela je součástí kompozice vzájemně provázaných krajinných prvků, dnes označované jako Mariánská zahrada, a je ukázkou pozdně barokního iluzionismu (např. sochy šesti světců po stranách vstupní rampy se pro dosažení perspektivní iluze zmenšují).

## Galerie

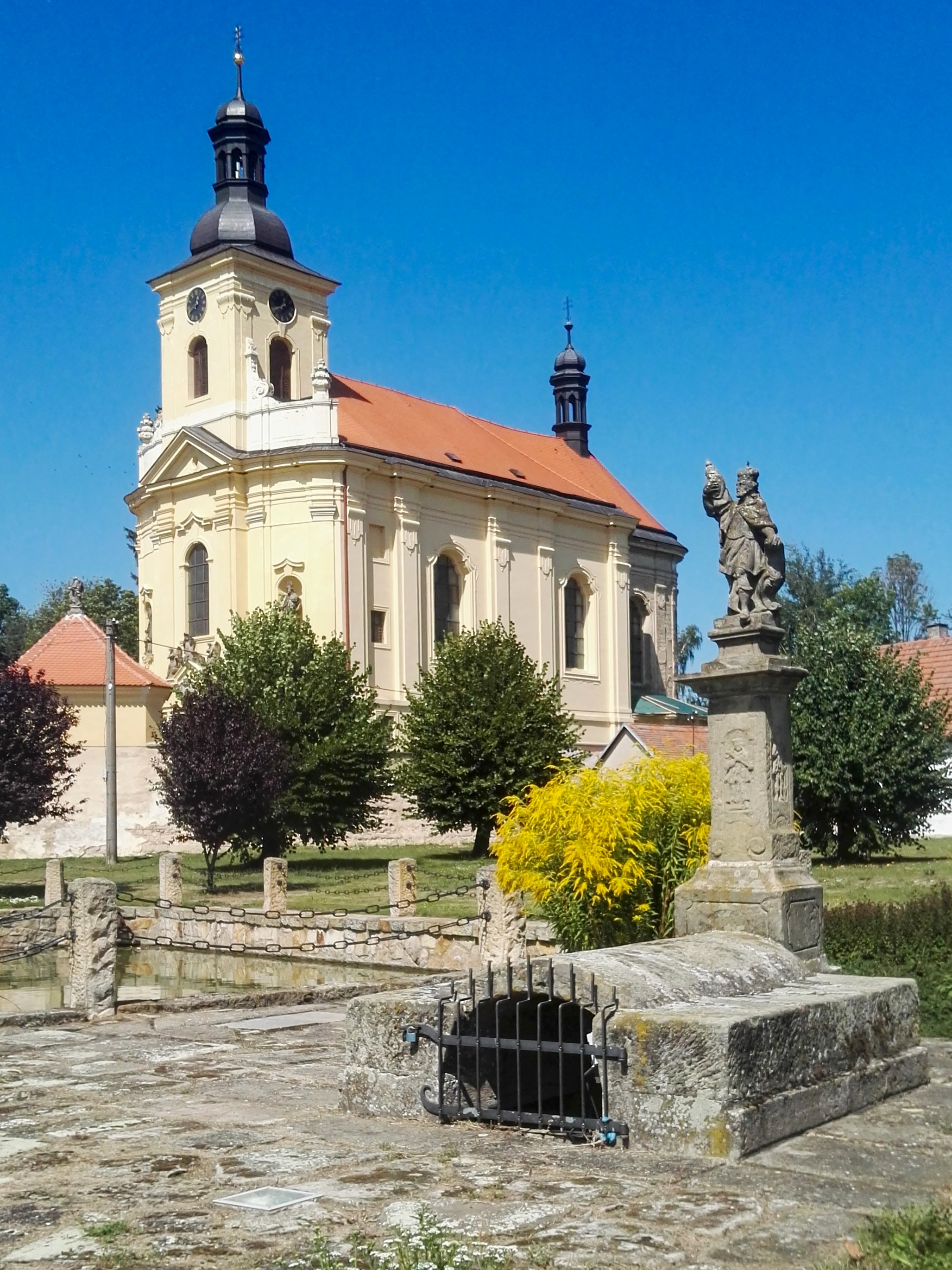
Kostel se studánkou a sochou uprostřed návsi
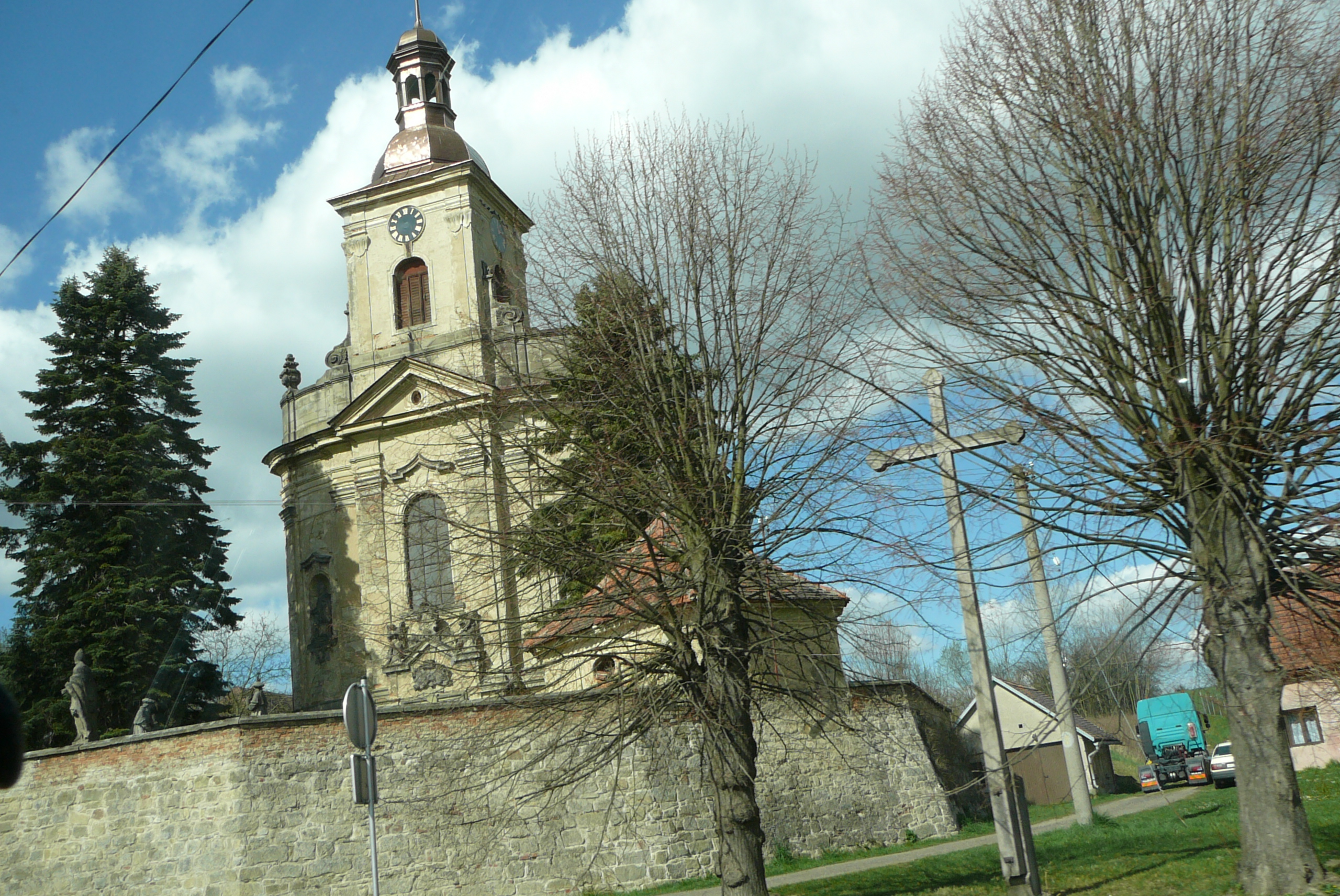
Jižní průčelí
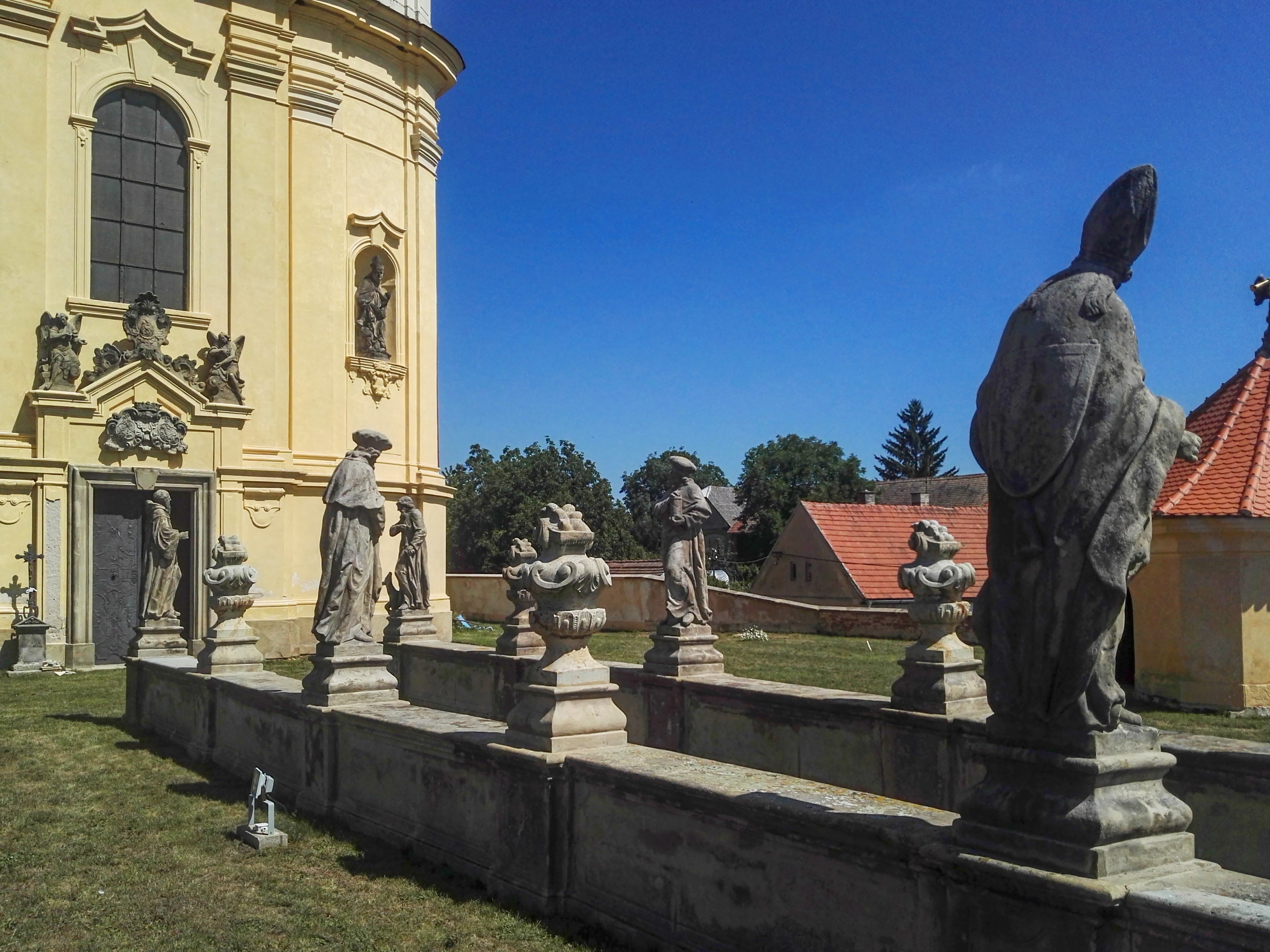
Hlavní vstup a rampa se sochami